# Wood Houses Tarn
Der Wood Houses Tarn ist ein See im Lake District, Cumbria, England.
Der Wood Houses Tarn liegt nordwestlich von Grizebeck. Der See hat keinen erkennbaren Zufluss und keinen erkennbaren Abfluss.